# Les Pirates de la nuit
Pour plus de détails, voir Fiche technique et Distribution.
Les Pirates de la nuit (Fury at Smugglers' Bay) est un film d'aventures britannique de John Gilling, sorti en 1961.

## Synopsis
En 1789, des pirates naufrageurs, Black John et ses hommes, s'opposent aux pêcheurs d'un village de Cornouailles que le seigneur Trevenyan refuse de protéger.
Son fils Christopher, lui, ne craint pas de prendre la défense des villageois contre Black John et ses hommes...

## Fiche technique
- Titre : Les Pirates de la nuit
- Titre original : Fury at Smugglers' Bay
- Réalisation : John Gilling
- Photographie : Harry Waxman
- Costumes : Phyllis Dalton
- Durée : 80 min
- Tout public / Couleur / MONO / 16:9
- Affiche : Georges Kerfyser (France)

## Distribution
- Peter Cushing  (VF : Gérard Férat) : Squire Trevenyan
- Bernard Lee  (VF : Serge Nadaud) : Black John
- Michèle Mercier  (VF : elle-même) : Louise Lejeune
- John Fraser  (VF : Dominique Paturel) : Christopher Trevenyan
- William Franklyn  (VF : Roland Menard) : le capitaine
- George Coulouris  (VF : Jean-Henri Chambois) : François Lejeune
- Liz Fraser : Betty
- June Thoburn : Jenny Trevenyan
- Miles Malleson : duc d'Avon
- Katherine Kath  (VF :  Sylvie Deniau) : Maman
- Juma : le petit garçon
- Christopher Carlos : Le Tigre, un pirate
- Tommy Duggan (VF : Pierre Morin) : Red Friars
- Maitland Moss : Tom, le majordome
- Humphrey Heathgate : Roger Treherne
- Bob Simmons : Carlos, un pirate
- James Liggat  (VF : Serge Sauvion) : le sergent
- Alan Browning : 2nd Highwayman
- Patrick Desmond : le gardien
- Alfred Pim : Jasper, le barman
- Ken Buckle : Le Renard
- un contrebandier: (VF : Jean Violette)